# Juli Esperat
Juli Esperat (Julius Speratus) fou un poeta romà.
Se'n conserva una elegia. De la biografia de l'autor no se'n dona cap referència però en un exemplar del monestir de Saint Gall (Versus Julii Sperati de Philomela) indica que era natural de Filomela. La seva elegia fou imitada per Pau Àlvar de Còrdova, un monjo del segle ix.